# Istituto Domenicano di Studi Orientali
L’Istituto Domenicano di Studi Orientali (in arabo:  معهد الدراسات الشرقية للآباء الدومنكيين – ‘’Ma'Had Ad-Dirāsāt Aš-Šarqiyya Li-L-ābā' ad-dūmnikin’’), abbreviato come IDEO, è un centro di ricerca sulla civiltà araba musulmana Muyyīn. Fondato nel 1953, ha sede al Cairo.

## Storia
Nel 1937 su iniziativa del cardinale Tisserant, allora segretario della Congregazione per le Chiese Orientali, la Santa Sede chiese all’Ordine domenicano di creare un istituto dedicato allo studio dell'Islam. Tre giovani frati domenicani, Georges Chehata Anawati, Serge de Beaurecueil e Jacques Jomier, costituirono il gruppo di lavoro che avrebbe dovuto fondare l’istituto non appena la situazione internazionale si fosse calmata. L’Egitto apparve la sede èiù idonea a motivo dell’innegabile influenza culturale di questo paese e del prestigio che rivestiva nel mondo arabo l'Università al-Azhar, il principale punto di riferimento del mondo sunnita. Fu così che il convento domenicano dell'Abbassiah, fondato nel 1928 da Antonin Jaussen, divenne la sede dell'IDEO.

## L'IDEO oggi

### Centro di ricerca
L'IDEO è un centro di ricerca che si occupa soprattutto dello studio dei testi originali dei primi dieci secoli dell'Islam. Molti dei membri dell'istituto insegnano in università estere e tutti pubblicano su riviste scientifiche. Contribuiscono anche alla rivista dell'istituto, MIDÉO (Miscele dell'Istituto domenicano di studi orientali), fondata nel 1953 da padre Georges Anawati, la quale in ogni numero riporta una lista di nuove opere, integrata da un bollettino critico delle edizioni dei testi in arabo. Tale rassegna fu diretta in ordine da Georges Anawati, Régis Morelon, Emilio Platti, e, dal 2016, da Emmanuel Pisani.

### La biblioteca
La biblioteca dell’IDEO contiene più di 150.000 volumi e riviste a biblioteca che coprono tutte le discipline dell’islamistica: lingua araba, Corano, esegesi, teologia , diritto e giurisprudenza, storia, filosofia, sufismo, scienze, ecc. Un nuovo edificio, inaugurato nel 2002, oggi ospita le sale di lettura, gli scaffali, oltre agli uffici dei dipendenti. Questi ultimi sviluppano un catalogo di opere utilizzando una suite software specializzata nell'elaborazione di fonti arabe e sviluppata dall'IDEO.  Nel corso degli anni, l’IDEO ha acquisito una reputazione internazionale. Il catalogo online fornisce informazioni bibliografiche secondo il modello Functional Requirements for Bibliographic Records e in conformità allo standard internazionale Resource Description and Access.
L'IDEO ha inoltre partecipato alla creazione e all'arricchimento di Bibliothèques d'Orient, una biblioteca digitale internazionale contenente documenti che testimoniano le relazioni storiche tra la Francia e i paesi del Medio Oriente.

## Dialogo interreligioso e iniziazione all'Islam
L’IDEO svolge anche un ruolo di interlocutore nel campo del dialogo interreligioso. In Egitto, l'Istituto organizza ogni anno seminari estivi di iniziazione all'Islam rivolti ai giovani domenicani. Mantiene relazioni con le altre autorità religiose del Cairo e del Medio Oriente, tra cui l'Università al-Azhar e la Chiesa copta.
I suoi membri tengono conferenze e organizzano seminari in Europa e in tutto il mondo (Francia, Belgio, Indonesia, Brasile, ecc.).

## Direttori
- 1953-1984: Georges Anawati
- 1984-2008: Regis Morelon
- 2009-2014: Jean Jacques Perennes
- 2014-2020: Jean Druel[7]
- dal 2020: Emmanuel Pisani.